# Kenneth MacCorquodale
Kenneth MacCorquodale (Olivia, 26 giugno 1919 – Coronado, 28 febbraio 1986) è stato uno psicologo statunitense.

## Biografia
Intenzionato inizialmente a studiare arte, MacCorquodale cominciò a interessarsi alla psicologia quando scoprì di soffrire parzialmente di discromatopsia. All'Università del Minnesota fu allievo di Richard Maurice Elliott e fu fortemente influenzato dal pensiero dell'allora assistente universitario Burrhus Frederic Skinner; si laureò nel 1941. Dopo un periodo di servizio militare, conseguì nel 1946 il dottorato di ricerca, avendo William Thomas Heron come relatore della tesi.
Nel 1948 con Paul Meehl pubblicò sulla rivista scientifica specializzata Psychological Review un importante articolo scientifico di psicologia teorica. In quegli anni insieme a Meehl fu membro del Centro per gli studi di filosofia della scienza del Minnesota, fondato e diretto da Herbert Feigl e a cui partecipavano May Brodbeck e Michael Scriven; risultato di questo periodo fu la pubblicazione di un articolo scientifico, scritto a più mani, sulla teoria dell'apprendimento.
Nel frattempo, Elliott gli aveva offerto un posto da insegnante al dipartimento di psicologia e la collaborazione con la casa editrice Appleton-Century-Crofts alla collana editoriale Century Psychology Series, di cui divenne condirettore con Elliott prima e con Gardner Lindzey poi; con il pensionamento di Elliott nel 1955 ne divenne responsabile. La collana, creata nel 1929, sotto la sua direzione pubblicò saggi di Skinner, di Sidney Bijou e Donald Baer, di Werner Honig e di Ellen Reese; la collana terminò nel 1973 e parimenti la direzione di MacCorquodale.
La sua ricerca da quel momento si indirizzò principalmente sull'analisi del comportamento verbale.
Dal 1960 al 1963 fu direttore del dipartimento di psicologia dell'Università del Minnesota.
Nel 1970 pubblicò una risposta alla recensione negativa di Noam Chomsky de Il comportamento verbale di Skinner.

## Opere
- Ashton Graybiel, J.I. Niven e Kenneth MacCorquodale, The effect of linear acceleration on the oculogyral illusion, Pensacola, U.S. Naval school of aviation medicine, 1956.